# Dasyhelea subehinatus
Dasyhelea subehinatus är en tvåvingeart som beskrevs av Yu, Zeng och Yuan 2006. Dasyhelea subehinatus ingår i släktet Dasyhelea och familjen svidknott. Inga underarter finns listade i Catalogue of Life.